# Liveǃ (álbum de Fela Kuti)
Liveǃ -En españolː ¡En vivoǃ- es un álbum de estudio del músico nigeriano Fela Kuti con su banda The Africa 70's, junto con el ex baterista de la superbanda británica Cream, Ginger Baker, que participó en dos canciones del álbum. 
El álbum fue lanzado el 30 de agosto de 1971 por EMI en África, y por Capitol/EMI en los Estados Unidos y Europa, y relanzado en 1987 por Barclay, con un tema extra grabado en 1978; fue producido por Jeff Jarratt.
- Datos: Q1130668